# Dendromunna spinipes
Dendromunna spinipes är en kräftdjursart. Dendromunna spinipes ingår i släktet Dendromunna och familjen Dendrotionidae. Inga underarter finns listade i Catalogue of Life.